# 4289 Biwako
4289 Biwako este un asteroid din centura principală, descoperit pe 29 octombrie 1989 de Atsushi Sugie.